# Zdeněk Musil
Zdeněk Musil (* 6. Februar 1964) ist ein tschechischer Badmintonspieler. 

## Karriere
Zdeněk Musil gewann 1989 seinen ersten nationalen Titel in der ČSSR, wo er mit Adela Šimurková im Mixed siegte. 1991 war er mit Jitka Lacinová erneut im Mixed erfolgreich. 1998 und 1999 sicherte er sich zwei tschechische Titel im Herrendoppel mit Petr Báša. Im neuen Jahrtausend wurde Musil Präsident des tschechischen Badmintonverbandes.

## Sportliche Erfolge
| Saison | Veranstaltung                             | Disziplin    | Platz | Name                           |
| ------ | ----------------------------------------- | ------------ | ----- | ------------------------------ |
| 1989   | Tschechoslowakische Einzelmeisterschaften | Mixed        | 1     | Zdeněk Musil / Adela Šimurková |
| 1991   | Tschechoslowakische Einzelmeisterschaften | Mixed        | 1     | Zdeněk Musil / Jitka Lacinová  |
| 1998   | Tschechische Einzelmeisterschaften        | Herrendoppel | 1     | Zdeněk Musil / Petr Báša       |
| 1999   | Tschechische Einzelmeisterschaften        | Herrendoppel | 1     | Zdeněk Musil / Petr Báša       |